# Ligusticum mutellina
Espèce
Classification phylogénétique
Synonymes
- Mutellina adonidifolia (J.Gay) Gutermann[2]

Ligusticum mutellina, la Mutelline à feuilles d'adonis, Ligustique à feuilles d'Adonis, Mutelline pourpre, Ligustique mutelline, est une espèce de plantes à fleurs  de la famille des Apiaceae et du genre Ligusticum. C'est une plante herbacée originaire d'Europe.
Selon les données de Valiejo-Roman et al. en 2006, le genre Mutellina est séparé des genres Ligusticum et Pachypleurum, d'où le synonyme Mutellina adonidifolia.

## Description
Ligusticum mutellina pousse comme une herbe vivace et atteint une hauteur de 10 à 20 cm, rarement jusqu'à 50 cm. La base de la tige a une touffe dense typique de fibres. La tige dressée elle-même est arrondie à la base et souvent de plus en plus anguleuse au sommet. Les feuilles sont triangulaires et pennées deux à trois fois. Elles sont principalement basaux; mais aussi la tige a généralement une ou deux feuilles plus petites. La plante s'enracine jusqu'à 1 m de profondeur. Les parties de la plante ont un parfum aromatique, ce parfum reste même dans le foin.
La période de floraison s'étend de juin à août. Contrairement à Pachypleurum mutellinoides, de nom commun Ligustique fausse mutelline, l'inflorescence à double ombelle n'a pas de bractées (ou une à deux caduques et entières) et a sept à quinze rayons. Les corolles à cinq pétales mesurent environ 3 mm et sont rarement blanches, mais généralement violacées à roses ou rouges. Le fruit toujours côtelé mesure environ 5 mm de long et environ 3,5 mm d'épaisseur.
Le nombre de chromosomes est 2n = 22.

## Répartition
L'aire de répartition de Ligusticum mutellina comprend les Alpes et les montagnes du sud et du centre de l'Europe. Il existe des localités pour la France, l'Allemagne, la Suisse, l'Italie, l'Autriche, la Pologne, la République tchèque, la Slovaquie, la Slovénie, la Croatie, la Serbie, la Bulgarie, la Roumanie et l'Ukraine.
Ligusticum mutellina prospère généralement sur un sol frais dans des prairies luxuriantes, des champs karstiques, des champs herbacés élevés, des roches de silicate riches en alcalins et dans de petites vallées enneigées à des altitudes de 1100 à 3 000 m.

## Utilisation

### Cuisine
L'utilisation est similaire au persil frais. La plante est également utilisée pour aromatiser le fromage. L'extrait de racine fait partie intégrante de nombreuses liqueurs à base de plantes et schnaps. Certains fabricants doivent également l'arôme caractéristique de l'eau-de-vie de la forêt bavaroise, connue sous le nom de Bärwurz, à la ligustique mutelline et non à Meum athamanticum, comme on le croit souvent à tort.

### Agriculture
Ligusticum mutellina est une plante fourragère des Alpes. Jeune, elle est riche en protéines brutes et en matières grasses. Elle est une bonne plante alimentaire et médicinale pour le bétail. Elle favorise la production et la qualité du lait et a un effet réchauffant sur les intestins, soulage les coliques et protège du rhume.

### Médecine
La racine intensément aromatique était autrefois utilisée dans la médecine traditionnelle pour traiter les flatulences, la constipation, les troubles du foie, des reins et de la vessie et de nombreuses maladies féminines. On disait que la décoction de l'herbe renforçait l'estomac. Un effet stimulant de l'appétit fut attribué aux huiles essentielles de la plante.

## Parasitologie
La feuille a pour parasites Oreina viridis (es), Cavariella aegopodii, Plasmopara mei-foeniculi, Aceria peucedani, Tegonotus scoticus (sv), Protomyces macrosporus, Euleia heraclei, Puccinia bistortae, Puccinia mei-mamillata. La tige a pour parasites Nyssopsora echinata (sv) et Phytomyza mutellinae (nl).